# Kékcápaalakúak
A kékcápaalakúak (Carcharhiniformes) a porcos halak (Chondrichthyes) osztályának egy rendje. 8  család tartozik a rendbe.

## Rendszerezés
A rend az alábbi családokat, nemeket és fajokat foglalja magában:
- kékcápafélék (Carcharhinidae) – Blainville, 1816
  - 12 nem tartozik a családhoz.

- simacápafélék (Hemigaleidae) – (Hasse, 1879)
  - 4 nem és 7 faj tartozik a családhoz

- Leptochariidae – (Gray, 1851)
  - 1 nem és 1 faj tartozik a családhoz

- torpedócápa-félék (Proscylliidae) – (Fowler, 1941)
  - 4 nem és 7 faj tartozik a családhoz

- álmacskacápafélék (Pseudotriakidae) – Gill, 1893
  - 1 nem és 1 faj tartozik a családhoz

- macskacápafélék (Scyliorhinidae) – Gill, 1862
  - 15 nem  és 94 faj tartozik a családhoz

- pörölycápafélék (Sphyrnidae) – Compagno, 1984
  - 2 nem és 10 faj tartozik a családhoz.

- nyestcápafélék (Triakidae) – (Gray, 1851)
  - 9 nem  és 36 faj tartozik a családhoz